# Vain Glory Opera
A Vain Glory Opera az Edguy német power metal együttes 1998-ban megjelent harmadik albuma. Ez az album alapozta meg az Edguy későbbi sikereit. Valószínűleg egyben az együttes legismertebb lemeze is. Producere a Stratovarius gitárosa, Timo Tolkki volt, aki a producerkedés mellett vendégzenésze is volt az albumnak a Blind Guardian énekesével Hansi Kürschel egyetemben, aki az Out of Control és a Vain Glory Opera (a címadó számban gitározott Tolkki) című dalokban énekelt. Az albumon közreműködött Ralf Zdiarstek, Normann Meiritz és Andy Allendorfer, akik hangjukkal erősítették a háttérkórust. A felvételekkor a doboknál nem Felix Bohnke ült, hanem a hivatásos vendégzenész Frank Lindenhall.
Az albumon feldolgozták az Ultravox Hymn című számát.

## Számlista
1. Overture – 1:31
2. Until We Rise Again – 4:28
3. How Many Miles – 5:39
4. Scarlet Rose – 5:10
5. Out of Control – 5:04
6. Vain Glory Opera – 6:08
7. Fairytale – 5:11
8. Walk on Fighting – 4:46
9. Tomorrow – 3:53
10. No More Foolin’ – 4:55
11. Hymn – 4:53
12. But Here I Am – 4:33

## Közreműködők
Felállás
- Tobias Sammet – ének, basszusgitár
- Jens Ludwig – gitár
- Dirk Sauer – gitár
- Frank Lindenhall – dob

Vendégzenészek
- Ralf Zdiarstek – háttérvokál
- Norman Meiritz – háttérvokál
- Andy Allendorfer – háttérvokál
- Hansi Kursch – ének az 5. és 6. számban
- Timo Tolkki – gitár a 6. számban

## Külső hivatkozások
- Vain Glory Opera az Edguy hivatalos honlapján